# YJ-21
YJ-21 — это новая китайская противокорабельная баллистическая ракета, которая в перспективе станет основным вооружением эсминцев типа 055. Эксперты считают YJ-21 баллистической ракетой с одиночной маневренной гиперзвуковой боевой частью. Эксперты также считают, что эта ракета не только противокорабельная, но и может использоваться как ракета класса «земля-земля». В ракете реализован принцип стратегической ракеты DF-17, с баллистическим ракетным ускорителем и гиперзвуковой маневренной головной частью с самонаведением. На данный момент официальной информации о боеголовке нет и неизвестно, может ли боеголовка быть ядерной или нет.
| YJ-21                 | YJ-21                                    |
| --------------------- | ---------------------------------------- |
| Тип                   | баллистическая Противокорабельная ракета |
| Страна                | Китай                                    |
| История эксплуатации  |                                          |
| в эксплуатации        | На стадии разработки                     |
| в использовании       | Народно-освободительная армия Китая      |
| Характеристики        |                                          |
| Боеголовка            | гиперзвуковая маневренная боевая часть   |
| Дальность             | до 1500 km (экспертные оценки)           |
| Максимальная скорость | около 9 Махов по мнению экспертов        |
| Система наведения     | ? (засекречено)                          |
| Пусковые платформы    | - Type 052D (возможно) - Type 055        |